# Leucophyllum mojinense
Leucophyllum mojinense är en flenörtsväxtart som beskrevs av James Solberg Henrickson och T.Van Devender. Leucophyllum mojinense ingår i släktet Leucophyllum och familjen flenörtsväxter. Inga underarter finns listade i Catalogue of Life.